# Nişancı

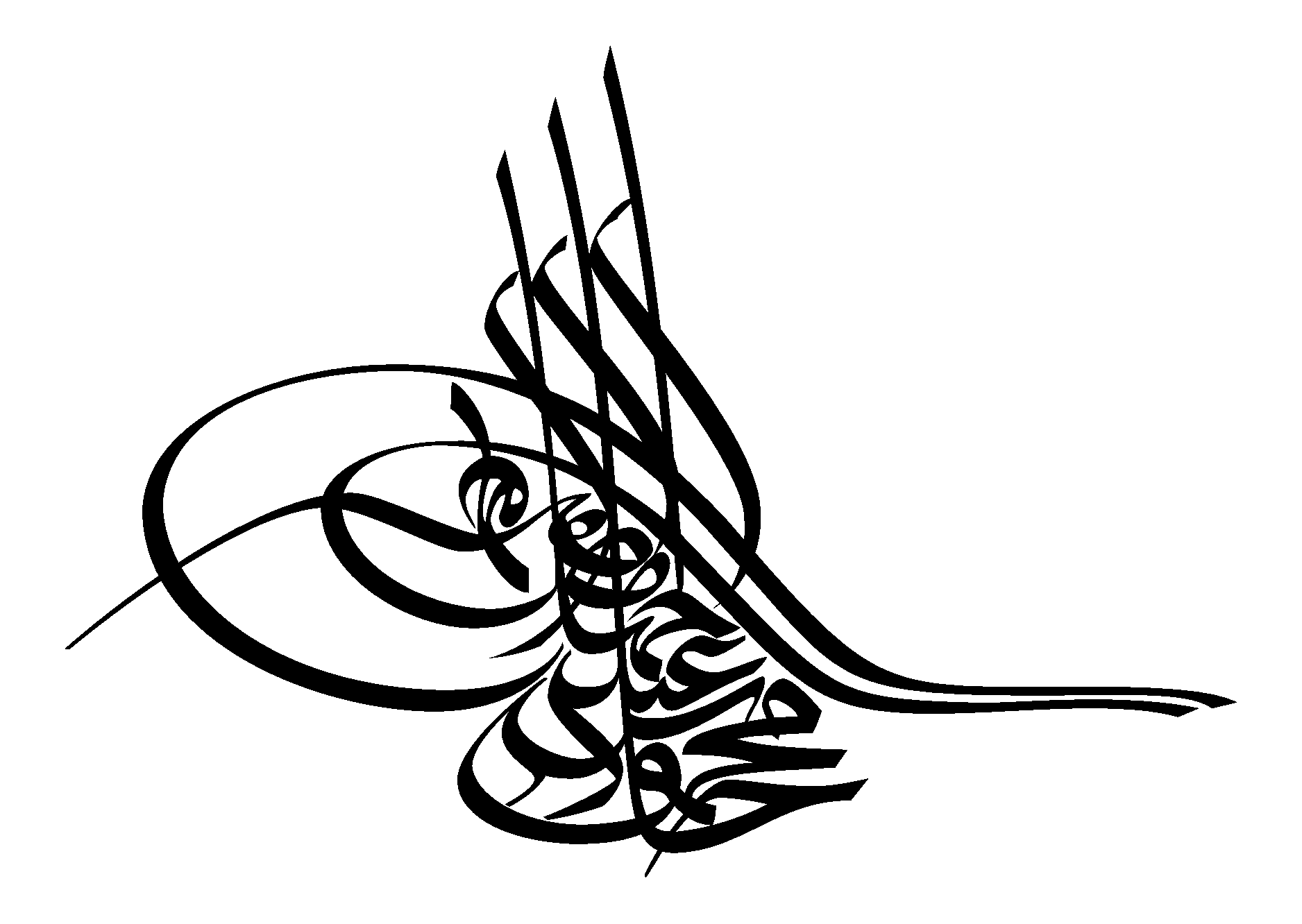
Sigillo (Tughra) del sultano Mahmud II (1808)

Il Nişancı era una carica di prestigio nella burocrazia ottomana. La parola turca nişancı significa letteralmente "calligrafo di corte" o "sigillante", poiché il dovere originario del nişancı era di sigillare mediante la tughra i precetti imperiali.

## Storia
Sebbene il posto di calligrafo della corte fosse stato istituito durante il regno di Orhan (r. 1324-1361), il nome nişancı entrò in uso durante il regno di Murad II (r. 1421-1451). Secondo la legge istituita da Maometto II (r. 1451-1481), il nişancı era un membro del Diwan (governo ottomano). A partire dalla metà del XVIII secolo, la carica perse la sua importanza precedente e nel 1836 fu abolita.

## Doveri del nişancı
Il nişancı era responsabile della sigillatura dei precetti del sultano e del gran visir. Il nişancı era anche responsabile della supervisione degli archivi del divano e della documentazione del sistema dei timar (terreni concessi dai sultani ottomani ai burocrati e ai soldati sipahi in cambio dei loro servizi). Fino al XVII secolo, il posto di nişancı era anche l'equivalente del ministro degli esteri. Tuttavia, durante il regno di Mehmet IV (r. 1648-1687), il reisülküttap (letteralmente "il capo degli impiegati"), un posto precedentemente subordinato a quello del nişancı, rimpiazzò il nişancı come ministro degli esteri dell'Impero ottomano.

## Gran visir di origine Nisancı
- Karamanlı Mehmet Pascià (1477–1481)
- Ayaşlı İsmail Pascià (1688–1688)
- Elmas Mehmet Pascià (1695–1697)
- Nişancı Hacı Ahmed Pascià (1740–1742)